# E.ON Mitte

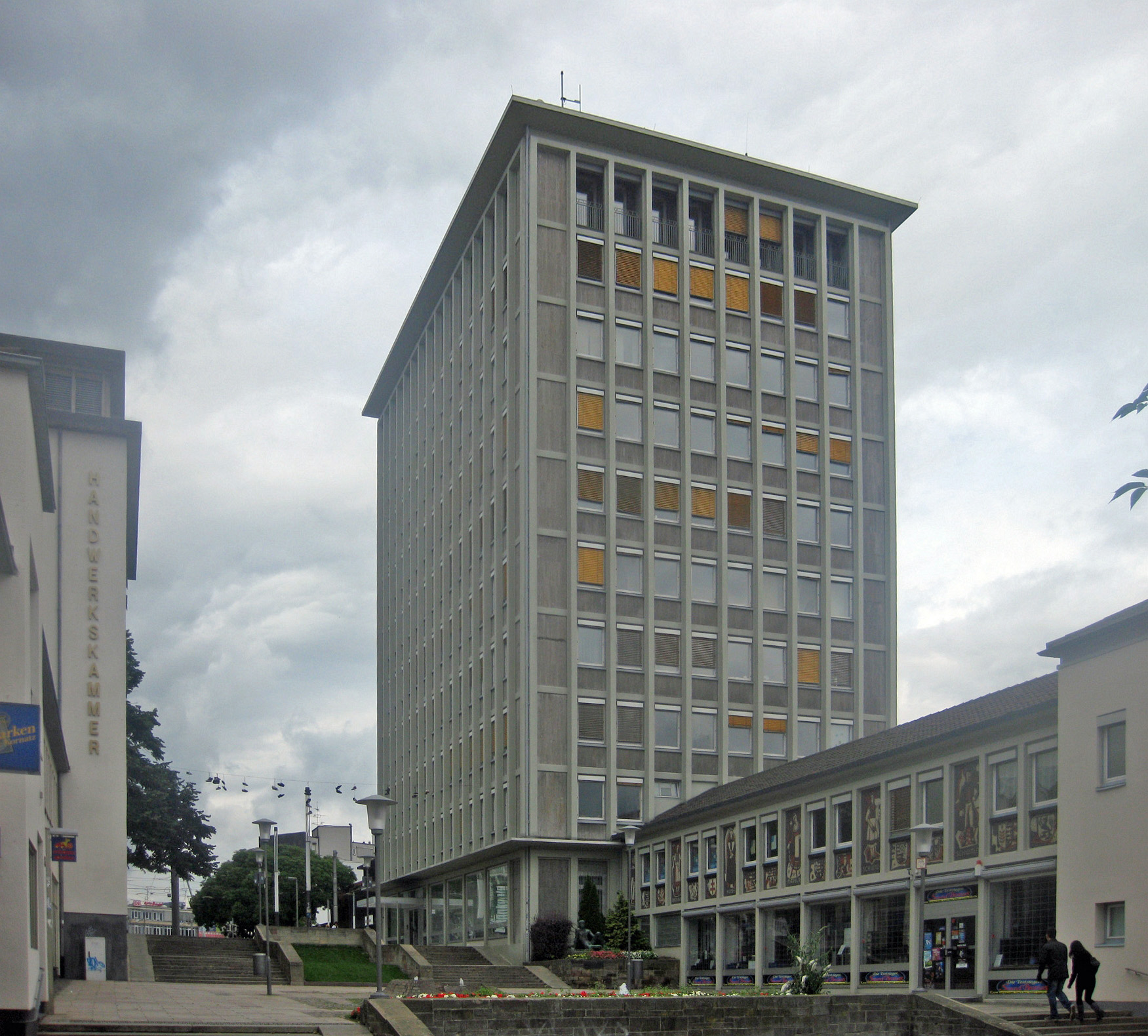
Ehemaliges EAM-Hochhaus in Kassel

Die E.ON Mitte AG mit Geschäftssitz in Kassel war ein regionales Energieversorgungsunternehmen im Mehrheitsbesitz der E.ON Energie AG und betrieb das Strom- und Erdgasnetz in weiten Teilen Hessens, in Südniedersachsen, Westthüringen sowie in Ostwestfalen. Die E.ON Mitte AG war im Jahr 2005 aus der EAM Energie AG hervorgegangen. Vorstandsmitglieder waren Georg von Meibom (Bereiche Geschäftssteuerung, Recht, Informationssysteme, Kommunalmanagement und Kommunikation) und Thomas Weber (Bereiche Technik und Betrieb, Personal, Einkauf und Unternehmensentwicklung). Im Geschäftsjahr 2010 erwirtschaftete E.ON Mitte mit 1.294 Beschäftigten (E.ON Mitte-Gruppe und E.ON Mitte Vertrieb GmbH) rund 637 Millionen Euro Umsatz.

## Strukturdaten
Aktionäre des Unternehmens waren zu 73,3 Prozent die E.ON Energie AG, München und zu 26,7 Prozent zwölf Landkreise sowie die Göttinger Sport und Freizeit GmbH & Co. KG.
Das Versorgungsgebiet von E.ON Mitte umfasste etwa 12.000 Quadratkilometer mit über 200 Kommunen und reichte von Einbeck in Südniedersachsen bis Hanau in Südhessen. Unmittelbar bzw. mittelbar waren über 200 Stadt- und Landgemeinden in das Netz der E.ON Mitte AG eingebunden. Das Stromnetz umfasste 44 000 Kilometer und das Erdgas-Leitungsnetz 4700 Kilometer. Damit wurden rund 1,5 Millionen Menschen versorgt.
| Name                           | Anteile in Prozent (in Klammern: bis 2002) |
| ------------------------------ | ------------------------------------------ |
| E.ON Energie AG                | 73,30 % (40,97 %)                          |
| Northeim, Landkreis            | 4,00 % (6,06 %)                            |
| Göttingen, Stadt               | 3,90 % (7,75 %)                            |
| Kassel, Landkreis              | 3,30 % (6,60 %)                            |
| Schwalm-Eder-Kreis             | 3,00 % (6,00 %)                            |
| Hersfeld-Rotenburg             | 2,70 % (5,31 %)                            |
| Göttingen, Landkreis           | 2,40 % (4,71 %)                            |
| Lahn-Dill-Kreis                | 2,20 % (4,44 %)                            |
| Marburg-Biedenkopf, Landkreis  | 2,00 % (3,99 %)                            |
| Werra-Meißner-Kreis            | 1,00 % (2,06 %)                            |
| Main-Kinzig-Kreis              | 1,00 % (4,03 %)                            |
| Eichsfeld, Landkreis           | 0,60 % (1,24 %)                            |
| Höxter, Kreis                  | 0,40 % (0,80 %)                            |
| Waldeck-Frankenberg, Landkreis | 0,20 % (0,34 %)                            |

## Energie Region Kassel GmbH & Co. KG
Zum 1. April 2012 hatten 16 Kommunen, die im Versorgungsbereich der E.ON Mitte lagen, die Energie-Region Kassel gegründet und ihr die Konzessionsverträge für die kommunalen Netze für die nächsten 20 Jahre übertragen. E.ON Mitte war an der Gesellschaft mit 49 % beteiligt und brachte Teile seiner Netze ein.

## Geschichte
Ursprünglich wurde das Unternehmen am 6. September 1929 unter dem Namen „Elektrizitäts-Aktiengesellschaft Mitteldeutschland“ (EAM) von mehreren kommunalen Stromversorgungsunternehmen und der Preußischen Elektrizitäts AG gegründet. Das erste Verwaltungsgebäude befand sich an der Wilhelmshöher Allee 2.
2002 verkauften die Landkreise, die bis dahin 59,33 % der EAM hielten 32,33 % an die E.ON Energie AG für ca. 477,3 Millionen Euro.
2005 folgte die Umfirmierung in E.ON Mitte AG. Das Vertriebsgeschäft wurde zum 1. September 2008 auf die E.ON Mitte Vertrieb GmbH übertragen.

### Rekommunalisierung von E.ON Mitte zur EAM Gruppe
Am 2. Juni 2012 wurde bekannt, dass E.ON sich von seinen Anteilen trennen möchte. Die Kommunen, die Anteile an der E.ON Mitte halten, haben am 4. Juni 2012 durch ihre Sprecher verlautbaren lassen, dass sie interessiert wären, die Anteile zu übernehmen. Geplant war zunächst, dass die Kommunen durch den Rückkauf mindestens 50 Prozent der Anteile erhalten, was ein Aufstocken um ca. 23,3 Prozent bedeutet hätte. Auch ein Engagement der Thüga war im Gespräch. 2013 wurde entschieden, dass die Städte und Landkreise die E.ON-Anteile vollständig übernehmen. Der Verkauf wurde am 19. Dezember 2013 mit der Übertragung der E.ON-Aktien an die kommunalen Anteilseigner abgeschlossen. Seitdem ist das Unternehmen zu 100 Prozent in kommunalem Besitz. Die neue Gesellschaft tritt seit Januar 2014 wieder unter dem Gründungsnamen EAM auf. Das Vertriebsgeschäft der E.ON Vertriebs GmbH wurde in die E.ON Energie Deutschland GmbH integriert.